# Rosella d'Islàndia
Papaver nudicaule és una herba perenne de la família de les Papaveràcies de mida i color molt variables. És nativa del nord d'Àsia i la zona subàrtica d'Amèrica però actualment es troba àmpliament distribuïda, ja que s'utilitza com a planta ornamental. És també coneguda amb el nom de rosella d'Islàndia.

## Descripció
Les fulles són alternes, totes basals, glauques a l'anvers i el revers, de forma ovada a lanceolada i una llargada que pot arribar als 3-8 cm. Es poden presentar de pinnatilobades a pinnatisectes.
Les flors són actinomorfes, grans (4-6 cm de diàmetre) i es presenten aïllades i terminals. Gineceu groc amb 2 carpels que formen en madurar un fruit en forma de càpsula. Molts estams amb filaments grocs. La corol·la té entre 4 pètals de color groc, taronja o blanc i forma cuneada o obovada, marge ondulat-crenat i una ungla basal. El calze presenta 2 sèpals que es desprenen aviat, en obrir-se la flor. Les llavors són nombroses i molt petites, de color marró i forma reniforme.

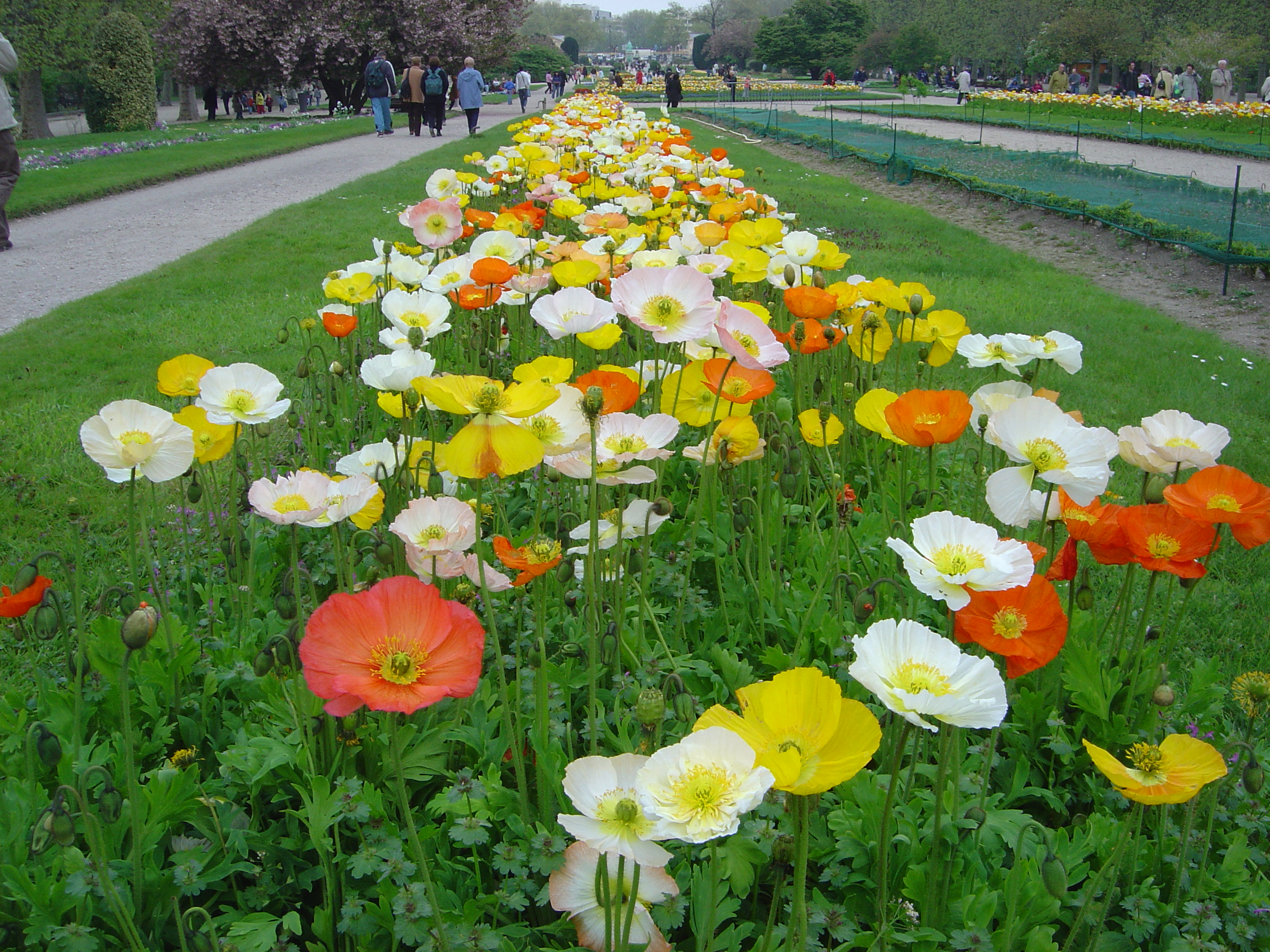
Papaver nudicaule (rosella d'Islàndia) s'utilitza com a planta ornamental
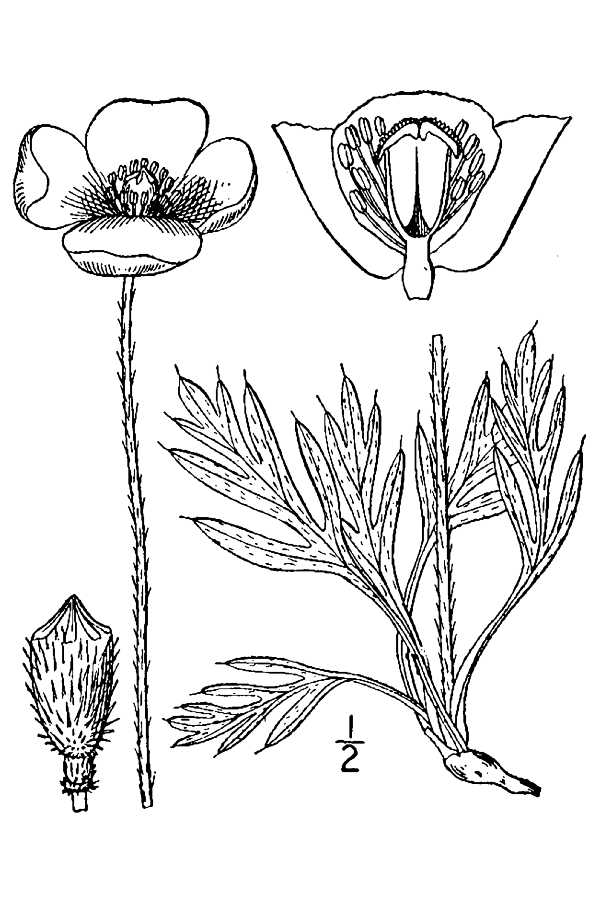
Il·lustració de Papaver nudicaule, Britton and Brown, 1913
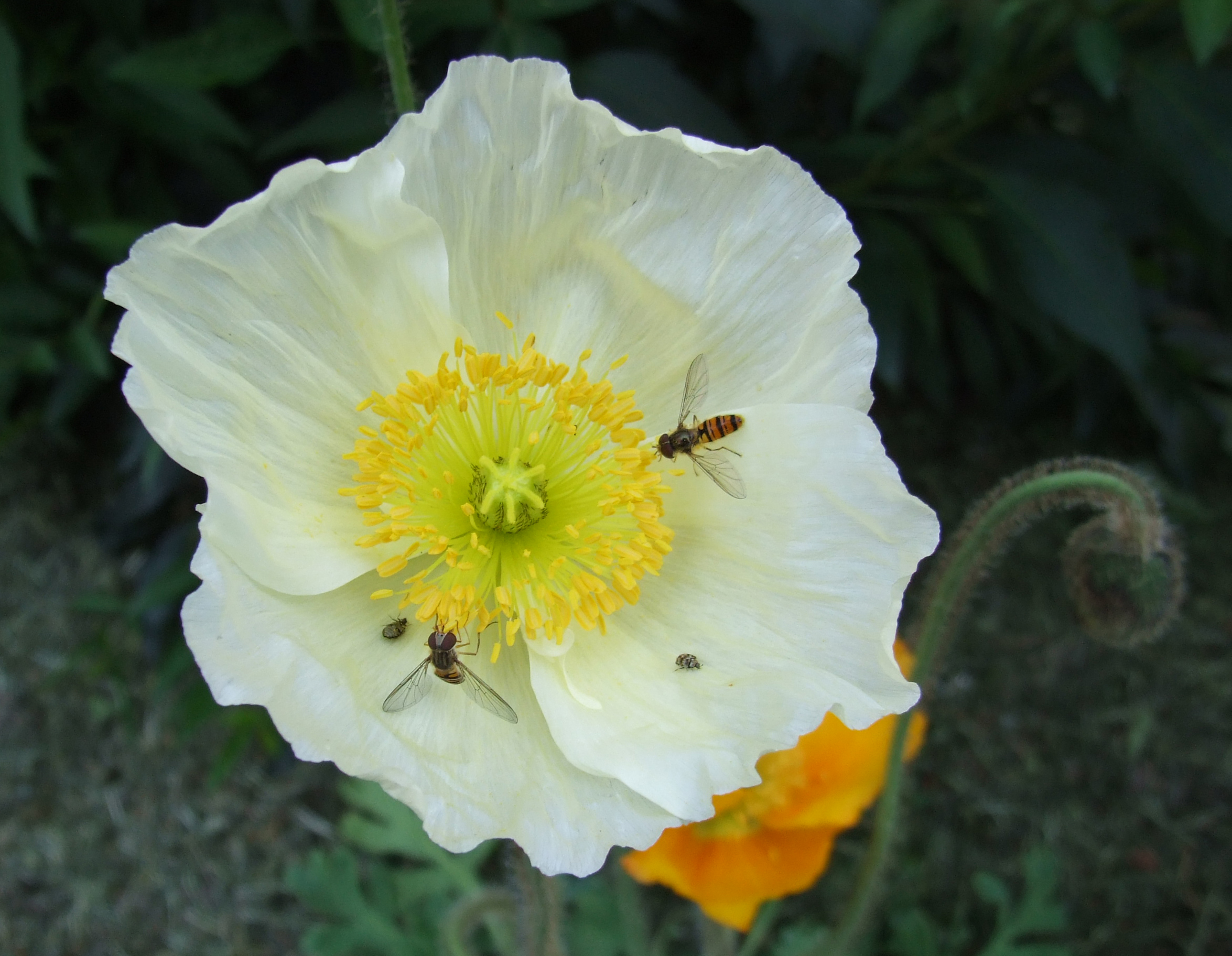

## Hàbitat
Viu a marges de boscos, prats, estepes, lleres de rius amb sorra i grava, vessants pedregosos, vores de carreteres, entre (200-)1000-2500(-3500) m.

## Distribució
Es troba distribuïda pel nord d'Àsia (zona est de Sibèria, Kazakhstan, Mongòlia, Pakistan i Afganistan) i zona àrtica d'Amèrica (territori del Yukon i Alaska).

## Sinònims
A partir d'e-Floras i GRIN, es consideren la mateixa espècie, Papaver nudicaule, les següentes espècies, subespècies o varietats:
- Papaver alpinum var. croceum (Ledeb.)
- Papaver croceum (Ledeb.)
- Papaver nudicaule ssp. aurantiacum (DC.) Fedde
- Papaver miyabeanum Tatew. ex Miyabe & Tatew
- Papaver anomalum Fedde [= Papaver nudicaule subsp. nudicaule var. aquilegioides]